# 岩手県立図書館
岩手県立図書館（いわてけんりつとしょかん）は、岩手県盛岡市盛岡駅西通1丁目7-1 いわて県民情報交流センター（アイーナ）にある公共図書館。2006年（平成18年）にアイーナの新館が開館した際、全国の都道府県立図書館としては初めて指定管理者制度を導入した。

## 歴史

### 初代図書館（1922年～1967年）

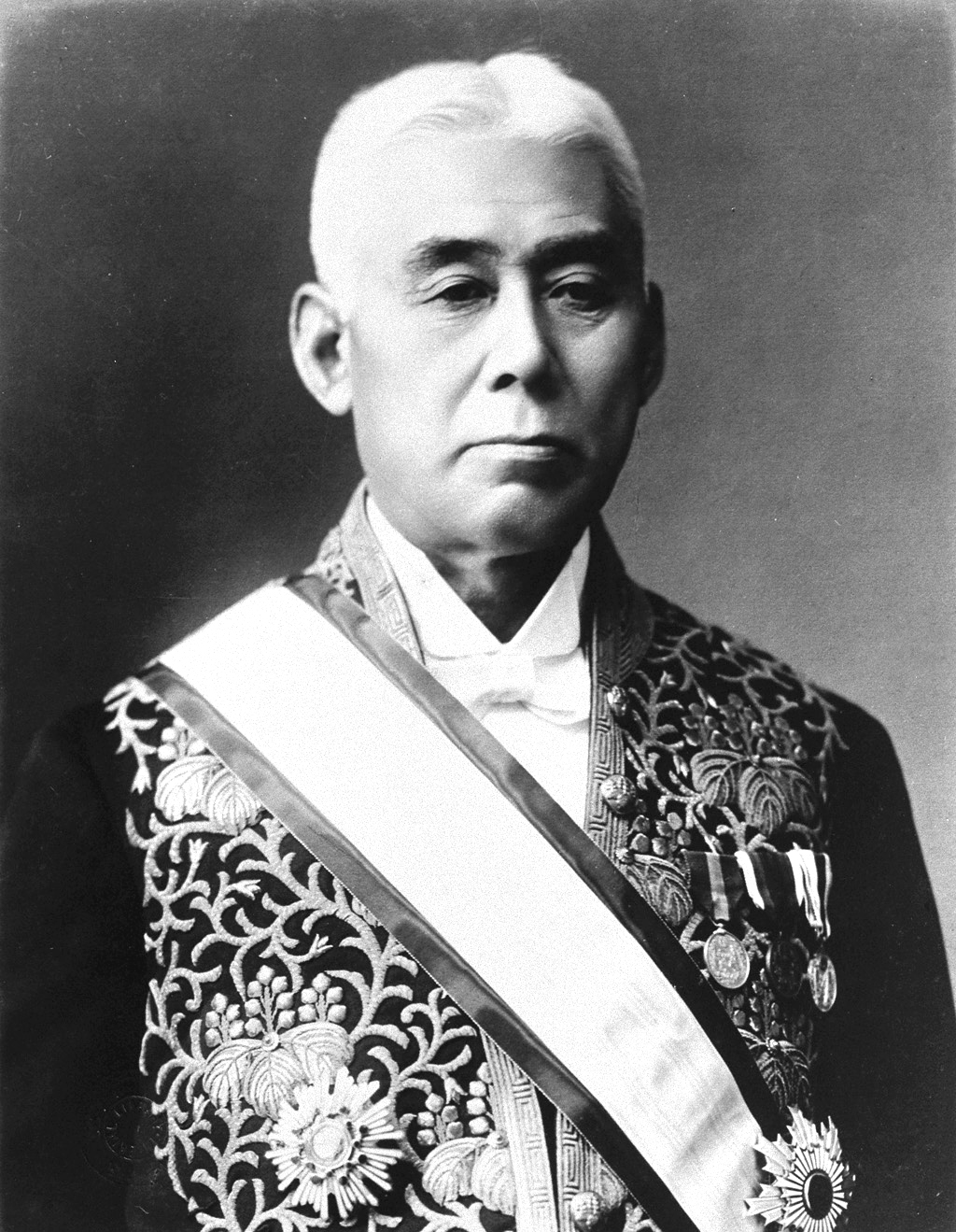
設立時に図書購入費を寄付した原敬

1921年（大正10年）10月10日には文部大臣によって岩手県立図書館の設置が認可され、同年11月19日には内閣総理大臣の原敬から図書購入費として1万円が寄付された。1922年（大正11年）3月9日に盛岡市内丸に建物が竣工し、同年4月20日に岩手県立図書館が開館した。開館時の蔵書数は15,451冊であり、初代の建物は防音のために土足禁止であった。
1923年（大正12年）1月24日、村井源三から蔵書1,459冊、書架7台、図書購入費500円が寄贈され、図書館内に村井文庫が設置された。1934年（昭和9年）5月10日には図書館令の改正によって岩手県中央図書館に指定された。1938年（昭和13年）には教育者の菊池寿人から寄贈された蔵書で菊池文庫が設置され、1949年（昭和24年）5月には教育者の新渡戸仙岳から寄贈された蔵書で新渡戸文庫が設置され、1964年（昭和39年）1月には小説家の野村胡堂から寄贈された蔵書で野村文庫が設置された。

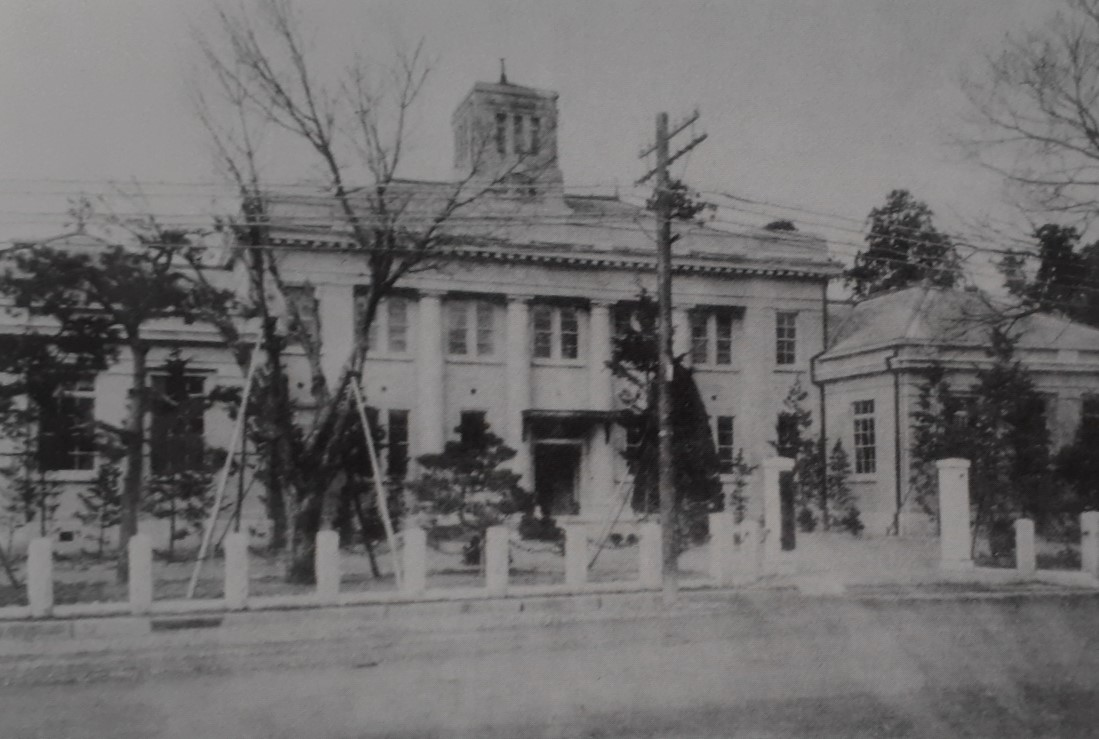
初代の岩手県立図書館

1952年（昭和27年）9月15日には千厩分館と福岡分館が開設され、1959年（昭和34年）5月1日には釜石分館と久慈分館が開設された。1964年（昭和39年）4月1日には釜石分館が廃止され、岩泉分館が開設された。なお、1970年（昭和45年）3月31日にはすべての分館が廃止されている。
1959年（昭和34年）8月4日には自動車文庫「こまどり号」が岩手県内の巡回を開始した。1964年（昭和39年）3月、1970年（昭和45年）10月、1979年（昭和54年）9月17日には「こまどり号」の車両を更新している。

### 2代目図書館（1967年～2005年）

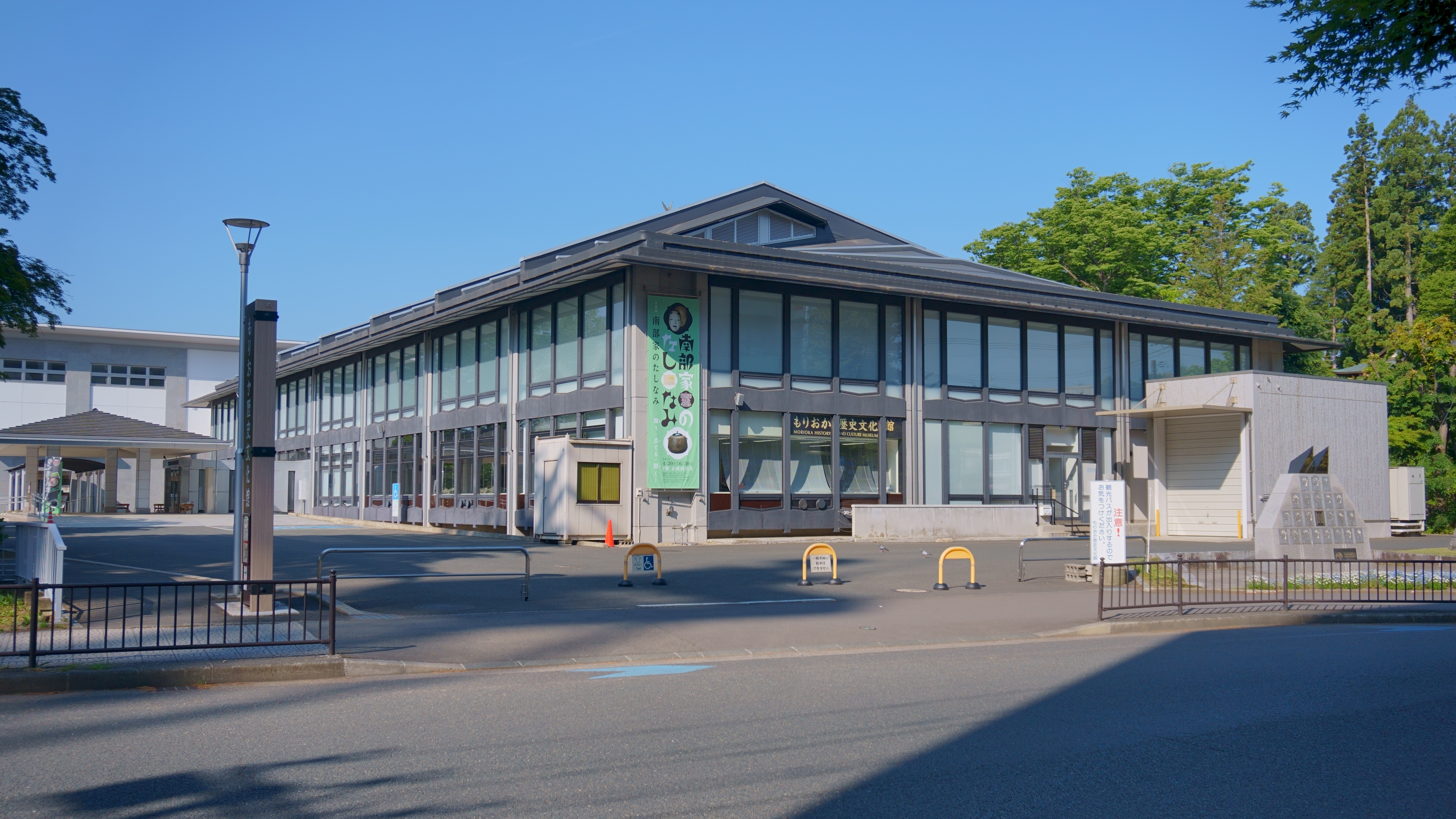
2代目の岩手県立図書館（現・もりおか歴史文化館）

1967年（昭和42年）12月27日には岩手公園北東部に新館が開館し、1968年（昭和43年）2月10日に開館した。設計は菊竹清訓。開館時の蔵書数は147,567冊。
1968年（昭和43年）5月1日にはわかば読書室（児童室）を開室し、1969年（昭和44年）7月1日には文部省指定のわかば婦人学級を開講した。1982年（昭和57年）11月8日には創立60周年記念展示会を開催した。1994年（平成6年）2月1日には手づくり絵本を初出版した。
1997年（平成9年）11月から2000年（平成12年）3月31日には高度情報化事業に取り組み、古文書・石川啄木・宮沢賢治関係資料のデジタル化を行った。2001年（平成13年）6月には公式ウェブサイトを開設した。施設の老朽化や狭隘化が理由で移転が決定し、2005年（平成17年）には2代目図書館が閉館した。

### アイーナ時代（2006年～）

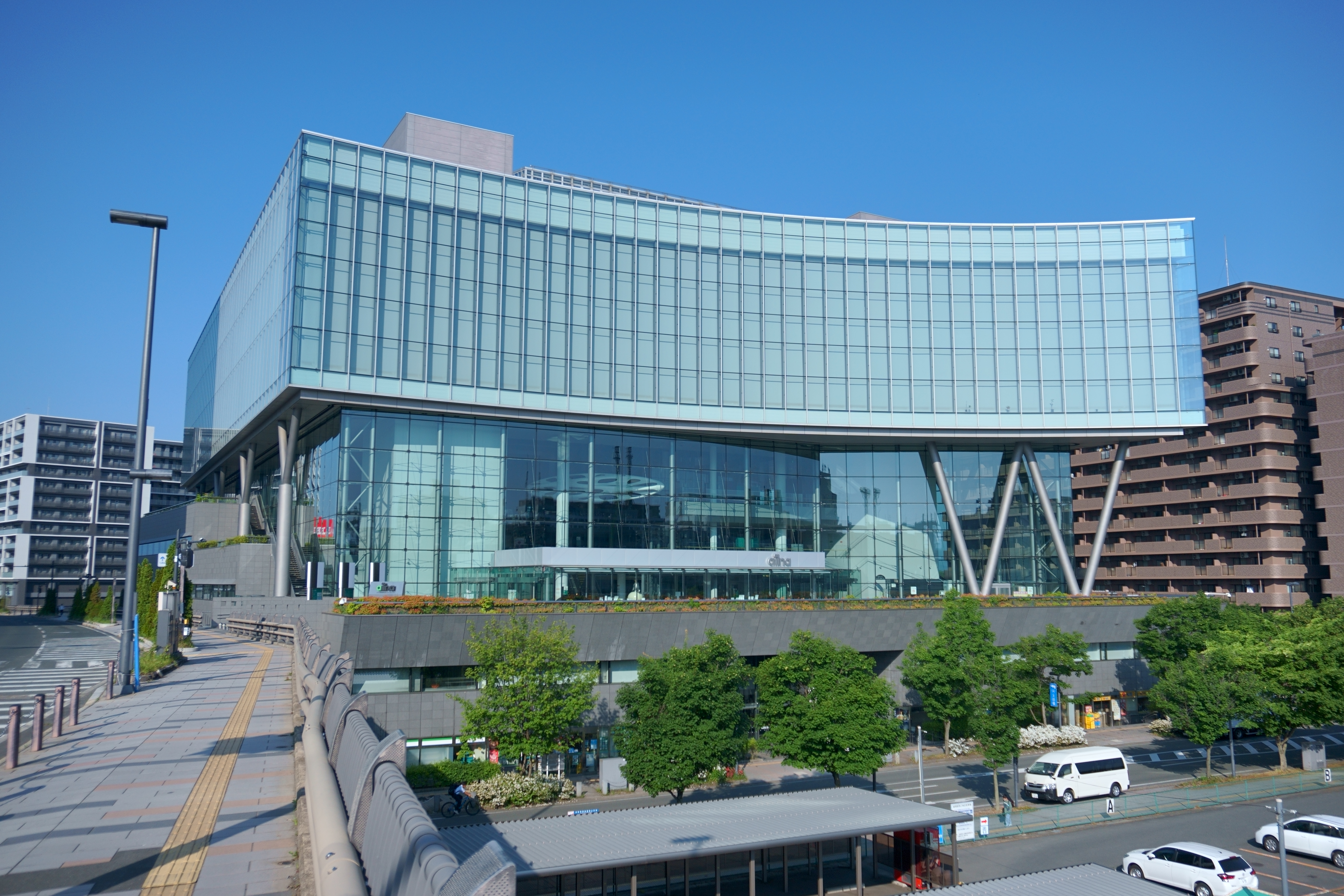
現行館が入るいわて県民情報交流センター

2005年（平成17年）10月11日にJR盛岡駅西口のいわて県民情報交流センター（アイーナ）が竣工した。2006年（平成18年）4月1日、アイーナの3階と4階に新館が部分開館した。新館の開館と同時に指定管理者制度が導入されているが、都道府県立図書館が同制度を導入するのは全国初だった。5月8日に新館が正式開館した。移転開館時の蔵書数は約625,000冊である。
2008年（平成20年）には岩手公園内の2代目図書館の建物が盛岡市に譲渡され、2011年（平成23年）にはこの建物を利用したもりおか歴史文化館が開館した。
2010年（平成22年）11月1日にはビジネス支援コーナーを開設した。2011年（平成23年）3月11日に発生した東日本大震災の津波では岩手県内でも甚大な被害があったが、岩手県立図書館が入居するアイーナの被害は少なく、臨時の避難場所となって食料の支給や毛布の配布などの支援を行っていた。震災後には岩手県内の公共図書館の被害状況をウェブサイトで公開し、震災関連資料を収集するなどの取り組みを行った。東日本大震災から半年後の2011年（平成23年）10月21日には、全国の都道府県立図書館に先駆けて震災関連資料コーナーを設置した。
2014年（平成26年）3月1日、国立国会図書館デジタルコレクションデジタル化資料送信サービスを開始した。2022年（令和4年）4月20日、創立100周年を迎えた。

## 蔵書
2014年（平成26年）3月31日時点の蔵書数は724,964冊である。2011年度（平成23年度）の入館者数は512,250人、2011年度（平成23年度）の一般貸出冊数は82,919冊。
郷土資料の一部として宮沢賢治、石川啄木の資料収集に取り組んでおり、ウェブ上でデジタル化された資料を閲覧することもできる。
4階の新聞・雑誌コーナーでは岩手県を含む全国47都道府県全ての地区の電話帳（タウンページ・ハローページ）が置かれているほか、新聞は岩手県内で購読されている地方紙・全国紙のみならず他の北海道・東北各県の地方紙（北海道新聞札幌版・東奥日報・デーリー東北・秋田魁新報・山形新聞・福島民報）も閲覧可能（但し配達は郵送のため1日から3日遅れ、日曜・祝日の場合はその翌日に数日分まとめて届く）。

## サービス
館外貸出
館外貸出には利用者カードが必要で、小学生以上の岩手県内に在住、通勤通学している場合に発行できる。未就学児には「りようしゃカード」の発行が可能である。
- 図書 - 15冊までの3週間
- DVD・ビデオ・CD - 3点まで2週間

## 利用案内
開館時間
- 9:00-20:00

休館日
- 月末日（土日の場合はその前日）、5月及び10月の第4土曜（停電を伴う館内電気設備法定点検[5]）、年末年始（12/29 - 1/3）、年度末蔵書点検期間（3月下旬、3月22日頃から3月31日）

## 立地
盛岡駅から徒歩約4分の場所に位置する。駐輪場は1階南玄関前に65台、北側に120台分あり、専用駐車場はないが市営有料駐車場がある。